# Fajczarnia
Fajczarnia – rodzaj mebla służący do przechowywania fajek, akcesoriów do palenia i tytoniu. Nazwą fajczarni określano meble różnego rodzaju i kształtu – szafki, półki, podstawki, stoliki. Sprzęt ten mógł mieć różną wielkość, od kasetki z przegródkami do szafy z odpowiednimi wieszakami i wyciętymi formami do ustawiania fajek. Szafy takie służyły do przechowywania fajek o bardzo długich cybuchach, tzw. stambułkach, które stały się modne w latach dwudziestych XIX w.
Fajczarnie weszły w użycie w XVII w., najczęściej były ustawiane w palarniach.
W zbiorach pałacu w Łańcucie znajduje się angielska fajczarnia, wykonana w stylu rokokowym w XVIII wieku. Jest to szafa na fajki w kształcie dużej gruszki.